# 河野通春

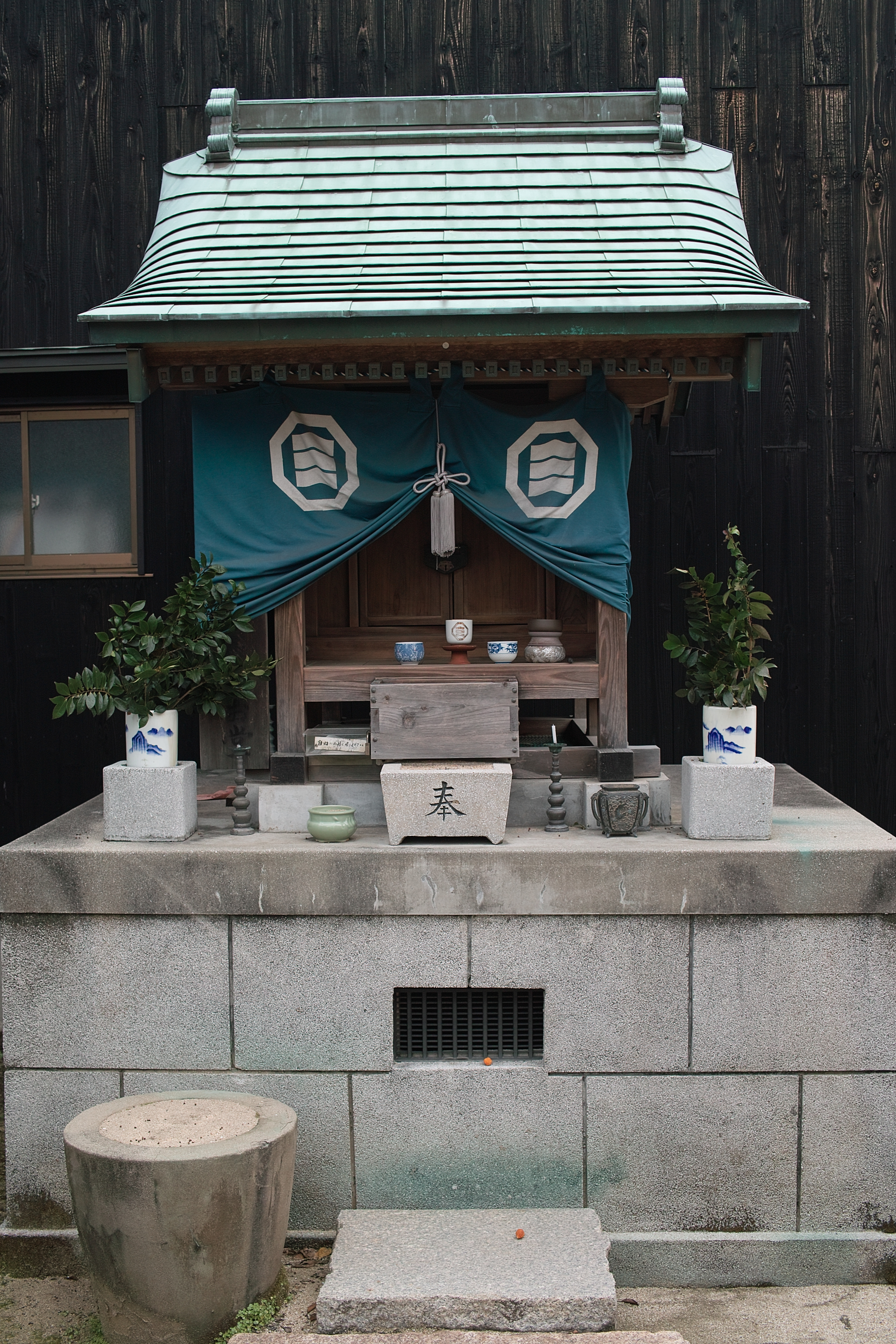
河野通春供養堂

河野 通春（かわの みちはる）は、室町時代後期から戦国時代にかけての武将、守護大名。伊予守護。居城は港山城。河野氏宗家と対抗した分家の予州家当主。

## 概要
当初は細川氏の支持を受け、嘉吉の乱後、幕府からの命令を引き出して又従兄弟で本家の河野教通を討とうとするが、教通には吉川経信や小早川盛景の援軍があったため、うまく進まなかった。文安6年（1449年）に伊予守護に就任したが、翌年に教通に交替、享徳2年（1453年）に守護職に再任されたが、享徳4年（1455年）に細川勝元に交替させられた。
長禄3年（1459年）に3度目の伊予守護職に補任されたが、寛正3年（1462年）に勝元の同族の阿波守護細川成之と戦い勝元と対立、寛正5年（1464年）には伊予の混乱を見た勝元の軍勢が攻め込んで来たため危機に陥ったが、細川氏と対立関係にある大内教弘の援軍を受けて細川氏を撃退する。直後に教弘は興居島で死去したが、なおも子の大内政弘の援助を受けた。
応仁元年（1467年）からの応仁の乱では西軍に与したが、通春の在京中に東軍についた教通が勝元死後の文明5年（1473年）に伊予の守護職を確保し、伊予における基盤を固めてしまう。乱後に伊予に帰国し文明9年（1477年）に4度目の伊予守護に任じられ、翌文明10年（1478年）にも教通と和気郡にて戦ったが、敗れている。その後も教通と抗争を繰り返しながら、文明14年（1482年）閏7月14日に港山城で病没した。子の通篤が後を継いだが、本家に対抗出来ず没落していった。
通春と教通の抗争は河野氏の衰退を招き、河野氏が守護大名から戦国大名へ成長できなかった一因を成した。